# Hylephila
Hylephila là một chi bướm ngày thuộc họ Bướm nâu.

## Các loài
- The "ignorans" species-group
  - Hylephila adriennae MacNeill & Herrera, 1998
  - Hylephila ignorans (Plötz, 1883)
- The "venusta" species-group
  - Hylephila kenhaywardi MacNeill, 1998
  - Hylephila lamasi MacNeill & Herrera, 1998
  - Hylephila venustus (Hayward, 1940)
- The "boulleti" species-group
  - Hylephila blancasi MacNeill, 2002
  - Hylephila boulleti (Mabille, 1906)
  - Hylephila galera Evans, 1955
  - Hylephila herrerai MacNeill, 2002
  - Hylephila pallisteri MacNeill, 2002
  - Hylephila peruana Draudt, 1923
  - Hylephila pseudoherrerai MacNeill, 2002
  - Hylephila rossi MacNeill, 2002
  - Hylephila shapiroi MacNewil, 2002
  - Hylephila tentativa MacNeill, 2002
- The "phyleus" species-group
  - Hylephila phyleus (Drury, [1773])
- Unknown species-group
  - Hylephila ancora (Plötz, 1883)
  - Hylephila fasciolata (Blanchard, 1852)
  - Hylephila isonira Dyar, 1913
  - Hylephila signata (Blanchard, 1852)
  - Hylephila zapala Evans, 1955